# Metanola
Metanola is een geslacht van vlinders van de familie visstaartjes (Nolidae), uit de onderfamilie Nolinae.

## Soorten
- M. basisignata Inoue, 1991
- M. gladstonei van Son, 1933
- M. myriostigma van Son, 1933